# بخش بروات
بخش بروات، یکی از بخش‌های شهرستان بم در استان کرمان ایران است. مرکز این بخش، شهر بروات است.

## تقسیمات کشوری
- بخش بروات
  - دهستان روداب غربی
  - دهستان کرک و نارتیج

شهر: بروات

## جمعیت
بر پایه سرشماری عمومی نفوس و مسکن در سال ۱۳۹۵، جمعیت بخش بروات برابر با ۵۹٬۸۵۲ نفر بوده‌است.